# Кирасир
Кираси́р (фр. cuirassier) — всадник, использующий в качестве индивидуальной защиты кирасу или латы и принадлежащий к тяжёлой кавалерии XV—XIX веков.

## Этимология
Термин происходит от фр. cuirassier — всадник, носящий кирасу. Само слово «кираса» (фр. cuirasse) берёт своё начало не позднее XIII века в качестве производного от cuir («кожа»), возможно, под влиянием староокситанского (провансальского) coirassa, происходящего, в свою очередь, от позднелатинского coriacea в значении «кожаная одежда».

## История
Первые нем. Kuerassier были учреждены императором Священной Римской империи Максимилианом I ещё в 1484 году (то есть были современниками готического рыцарского доспеха[значимость факта?]), и изначально состояли из хорватских наёмников. Однако, они столь мало отличались от обычной лёгкой кавалерии того времени, что это название довольно долго было не известно в других странах.
Вплоть до середины XVI века кирасирская тактика не слишком отличалась от традиционной рыцарской и в основном состояла в таранном ударе копьём. Переворот произвело изобретение Леонардо да Винчи — колесцовый замок, позволивший обойтись без горящего фитиля и создать всегда готовые к бою пистолеты.
Тем не менее, хотя такой замок и был изобретён ещё в 80-е годы XV века и получил признание от оружейников ещё при жизни Леонардо, из-за сложности его изготовления он довольно долго оставался редкой диковинкой. И лишь почти спустя сорок лет — к 20-м годам XVI века было начато изготовление подобного огнестрельного оружия на продажу. Причём, из-за крайней дороговизны первых пистолетов, подобное оружие было доступно лишь высшей аристократии, всё ещё носившей рыцарские доспехи, и не слишком доступно обедневшим дворянам, шедшим в наёмники, отчего пистолеты в массовых количествах появились у рыцарей лишь в 30-е годы XVI века, в то время как остальная кавалерия смогла массово обзавестись ими лишь к середине XVI века.
Начиная с середины XVI века, кирасирская тактика стала основываться на применении пистолетов. И тогда же это название получило распространение во Франции, в Англии же этот термин и вовсе вошёл в оборот лишь в 20-е годы XVII века.
Причём, вплоть до Тридцатилетней войны кирасиры и рейтары отличались не столько тактикой, сколько типичным социальным происхождением — среди кирасиров было существенно больше, пусть и относительно небогатых (по сравнению с последними рыцарями), но дворян, в то время как среди рейтаров было заметно больше, пусть и хорошо обеспеченных (рейтарское снаряжение было по карману не каждому), но простолюдинов. При этом во Франции, к примеру, среди рейтаров дворян было не намного меньше, чем среди кирасиров.
Таким образом, если в первой половине XVI века и кирасиры, и рейтары в сражении чаще наносили таранный удар копьём, то во второй половине того же века и те, и другие, отказавшись от копий, успевших уже превратиться из тяжёлого рыцарского оружия в более лёгкие кавалерийские пики, перешли на использование пистолетов в качестве основного оружия.
Так как в тогдашней пехоте имелось довольно мало вооружённых мушкетами и аркебузами, то основная тактика часто сводилась к тому, что кавалеристы, просто подъехав вплотную к пехоте, разряжали пистолеты в упор, а немногочисленные аркебузиры и мушкетёры подавлялись за счёт большего количества пистолетов. И основная разница между кирасирами и рейтарами часто сводилась к тому, что рейтары обычно методично, залп за залпом, расстреливали пехоту, сменяя ряды и перезаряжая пистолеты. В то время как у кирасиров, в силу большего гонора, на столь методичный неторопливый расстрел не всегда хватало терпения и дисциплины, и они часто врубались в пехоту гораздо раньше, чем это делали рейтары.
Однако уже к концу Тридцатилетней войны рейтары и кирасиры сильно разошлись в тактике. Так как выяснилось, что если немецкие рейтары часто успешно отбивались от французских жандармов, атаковавших в начале войны по рыцарской традиции с копьём на перевес, без какого-либо залпа из пистолетов (пистолеты жандармы тем не менее тоже применяли, но в основном для создания брешей в строе пехоты, ощетинившейся пиками), то от «нетерпеливых» шведских кирасиров, дававших лишь один залп с последующим немедленным переходом в ближний бой, рейтарам часто не удавалось отбиться. В результате чего типичной тактикой как кирасиров, так и заметно полегчавших жандармов (чей доспех из фактически рыцарского превратился в фактически кирасирский), стал залп из пистолетов с немедленным вступлением в ближний бой с использованием холодного клинкового оружия. Кроме того, заметно возросшее к концу войны число мушкетёров привело к заметному снижению эффективности караколирования (методичного расстрела пехоты из кавалерийских пистолетов), так как ответный залп пехоты из тяжёлых мушкетов мог теперь оказаться тяжелее залпа из тяжёлых кавалерийских пистолетов. Так что при атаке пехоты стало выгоднее не перестреливаться с пехотой, а дав залп по пехоте и выкосив часть пикинёров, тут же немедленно атаковать расстроенные ряды пехоты. Первым подобную реформу провёл Густав II Адольф.
|                   |
| Кирасирская атака |

Однако с появлением в XVIII веке линейной тактики и дальнейшим усовершенствованием огнестрельного оружия, ставшего заметно скорострельнее, а также отказом пехоты от пикинёров и рондашьеров (воинов со щитом и мечом, характерных для испанской пехоты), заметно увеличилась плотность пехотного огня, вследствие чего кавалерия уже не могла так успешно, как ранее, обстреливать пехоту из пистолетов. С другой стороны, отказ пехоты от пик и уменьшение плотности пехотного строя, особенно заметном при линейной тактике, когда пехота вместо квадрата, ощетинившегося пиками вперемешку с редкими аркебузирами или мушкетёрами, строится в весьма тонкую линию, сделали пехоту уязвимее к кавалерийской атаке. Что, в сочетании с уменьшением эффективности пистолетного огня по пехоте, привело к тому, что кирасиры стали атаковать пехоту без предварительного залпа из пистолетов. Первым подобную реформу провёл Фридрих Великий. А возросшую эффективность пехоты кирасиры пытались компенсировать эшелонированными атаками в сочетании с быстрыми отходами. Также существенно возросла роль фланговых ударов, так как в отличие от ощетинившейся пиками во все четыре стороны классической баталии швейцарцев, банды ландскнехтов, терции испанцев и т. п., у линии имелся явный и очень уязвимый фланг.

## Эволюция кирасирского доспеха
Самым заметным отличием первых кирасирских доспехов от рыцарских было отсутствие поножей. Это было связано со следующими причинами:
- снижение популярности щита как у кавалерии полагавшейся на латы, так и пехоты, державшей двумя руками пику или иное древковое оружие, привело к заметному снижению популярности некогда распространённого нехитрого приёма «рубануть под щит» (то есть прямо по ноге);
- в отличие от индивидуальных поединков при действиях в строю обычно вместо изощрённых приёмов стараются поражать то, до чего проще дотянуться;
- распространённым вооружением пехоты стало длинное древковое (пики, алебарды, глефы, рунки), которым пехотинец целил либо в коня, либо в верхнюю часть туловища всадника.

Иными словами, риск поражения голени и ступни заметно снизился и стал существенно уступать риску поражения других частей тела, позволив тем самым экономить на весе и цене доспеха за счёт отсутствия латной защиты голеней и ступней. Что делало подобные доспехи очень популярными среди разнообразных наёмников, к которым фактически относились и кирасиры. При этом полные рыцарские доспехи, дававшие более полную защиту, по-прежнему широко использовались как военачальниками, так и последними рыцарями, состоявшими в то время преимущественно из тех, кто мог себе позволить не экономить на доспехах и их отделке. Что примечательно, не такая уж высокая вероятность поражения голени нашла своё отражение и в полном рыцарском доспехе, а именно у готических и максимилиановских доспехов защита голеней, как правило, не имела столь характерных для этих типов доспеха гофрированных рёбер жёсткости.
При всём сходстве внешнего вида и тактики рейтаров и кирасиров во второй половине XVI — начале XVII вв., между ними всё же имелись заметные внешние различия. Связанные как с тем, что кирасиры чаще вступали в ближний бой, не дожидаясь, пока расстреливаемая пехота обратится в бегство, так и тем, что кирасир, будучи дворянином, обычно имел личного слугу, полировавшего ему доспех до блеска. Отчего кирасирский доспех, как правило, не только не покрывался масляной краской от коррозии как рейтарский, но и имел настоящее забрало гораздо чаще, чем рейтарский (в то время как рейтары предпочитали более удобные для стрельбы шлемы с открытым лицом и хорошим обзором), довольно часто был несколько тяжелее и чаще оснащался дополнительным пуленепробиваемым нагрудником — плакартом. Кроме того, отсутствие масляной краски, покрывавшей рейтарский доспех, не позволяло замазать краской дефекты металла, отчего кирасирский доспех, как правило, имел лучшее качество металла. Так что в итоге, если вес полных рейтарских доспехов составлял около 12 кг, то вес хорошего пуленепробиваемого кирасирского доспеха мог составлять около 30 кг. Но так как доспехи в традициях того времени закупались в частном порядке, то и среди кирасиров не были редкостью обладатели 12-килограммовых лёгких доспехов, просто потому, что отнюдь не всем дворянам были по карману пуленепробиваемые доспехи. При этом и 12-килограммовые, и 30-килограммовые кирасирские доспехи имели сходную конструкцию и комплектацию, отличаясь главным образом качеством и толщиной металла, а также степенью роскошности отделки (30-килограммовый доспех мог иметь тонкую чеканку и аппликации из золотых пластин). Однако комплектация необязательно была полной, так как, если хотелось пуленепробиваемый доспех, а купить 30-килограммовый доспех не позволяли средства, или напротив, средства позволяли, но просто не очень хотелось носить на себе большую тяжесть, то вместо полного пуленепробиваемого кирасирского доспеха можно было, купив пуленепробиваемую кирасу (с плакартом или без), дооснастить её более лёгкими латными перчатками и шлемом, а также наплечниками и набедренниками.
- Тяжёлый кирасирский доспех XVI-XVII веков представлял собой относительно недорогую вариацию рыцарского доспеха с улучшенным обзором[20] и сапогами[21] вместо поножей и сабатонов (латной обуви), подобный доспех именовался рыцарским при наличии полной защиты ног и упора для копья
- Тяжёлый кирасирский доспех с улучшенным обзором XVI-XVII веков
- Облегчённый кирасирский доспех  XVI-XVII веков
практически не отличался от хорошего пехотного доспеха[22] из шлема с нащёчниками и козырьком и кирасы с наплечниками[23] и набедренниками[24], носился с сапогами и латными перчатками
- Кирасирский доспех XIX века
состоит из шлема и кирасы, носился с ботфортами и крагами (перчатками с крагами)